# 犹太女孩在上海
《犹太女孩在上海》是一部2010年上映的中国普通話动画电影，該電影由王根发执导，该片编剧為吴林。 
影片主要以第二次世界大战期間的上海隔都及其周边地区为背景，改編自吴林的同名绘图本小说，讲述了三个孩子之間的故事。其中瑞娜和她的弟弟米沙利是逃离欧洲的犹太难民。周阿根是當時居住在上海的一位苏北男孩，他遇到了前來上海避難的瑞娜，周阿根對瑞娜和她的弟弟米沙利及時伸出了援手。周阿根在抗战部队的舅舅周亮开设的新运货栈工作，帮助舅舅从事药品和医药器材的运输。由于被人出卖，货栈被日本兵破坏，周亮被抓。瑞娜陪着周阿根到处寻找周亮。纳粹德国梅辛格上校此時来到上海，要与日军商量一道推行最终解决方案。周阿根、瑞娜以及米沙利一同與大日本帝国和納粹德國鬥智鬥勇。
反法西斯战争胜利後瑞娜全家回国，周阿根到码头送别。2005年，瑞娜与周阿根在上海再度重逢。

## 製作
这部电影拍攝時用到了35毫米膠片，  並且由上海电影（集团）上海美术电影制片厂和上海肯米特唐华文化传媒有限公司聯合出品。

## 发行
電影於2010年5月在上海首映。5月28日起在中国各地上映。  
该片随后于2010年11月14日在澳門大學文化中心首映。  香港的首映儀式於11月21日在罗便臣道的犹太社区中心举行。 
这部电影于2010年7月在以色列首映。
英国的首映儀式於2010 年11月在基爾伯恩舉行。这部电影上映時其英文字幕出現了一些錯誤翻譯。 
不過這部電影中的犹太人的服装有些不符合事實。另外这部电影幾乎沒怎麼提到日本救助犹太人的事跡。例如杉原千畝曾成功拯救6,000名立陶宛犹太人，這讓很多人在上海成功躲避納粹德國的屠殺。